# Игра в китайские шахматы
Игра в китайские шахматы (фр. Le jeu d'échets chinois) — офорт британского гравёра Джона Инграма (англ. John Ingram, 1721—1771?, активен до 1763 года) по рисунку французского художника Франсуа Буше (фр. Francois Boucher). Изображает якобы китайскую национальную игру в сянци (кит. 象棋, пиньинь xiàngqí), на самом деле сфантазированную игру (все фигуры в реальных сянци имеют шашечную форму).

## История создания и судьба гравюры

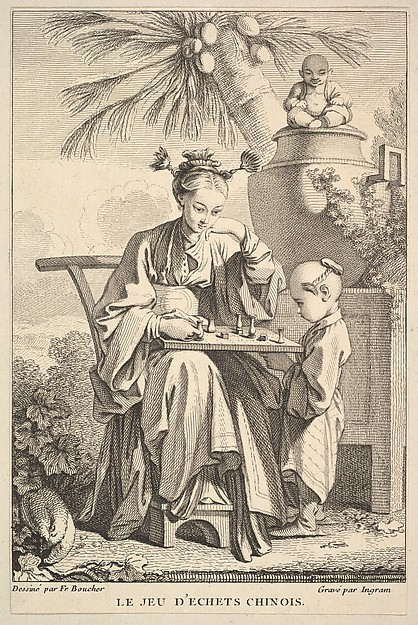
Вторая гравюра из коллекции музея Метрополитен. Инвентарный номер: 53.600.1020 (6)

Гравюра на меди создана между 1741 и 1763 годами, является частью серии офортов Инграма по рисункам Буше на китайские сюжеты и темы. Джон Инграм, выполнивший гравюру, — профессиональный гравёр, родился в Лондоне в 1721 году, начал творческую деятельность в родном городе. Впоследствии отправился в Париж, где, вероятно, уже в 1741 году сделал первые гравюры (именно в этом году гравюра Инграма «Le Berger Content» оказывается в коллекции маркиза де Лассе), эта дата считается отправной для датировки офорта) и поселился там на оставшуюся часть своей жизни. Гравировал несколько пластин по рисункам Франсуа Буше, также работал в жанре гравюры для книжной иллюстрации. После 1763 года документальных сведений о его жизни нет, данная дата считается наиболее поздней датировкой создания гравюры.
Размер данного оттиска — 39,4 на 27,7 сантиметров, а изображения — 24,5 на 16,4 сантиметров. В настоящее время находится в коллекции музея Метрополитен, Нью-Йорк, США. Вендор — A. Мармье. Инвентарный номер — 66.628.4 (1). Входит в состав The Elisha Whittelsey Collection (Тhe Elisha Whittelsey Fund, наряду с другой гравюрой этой серии «The Master Gardener»). На гравюре подписи: в левом нижнем углу: «Dessiné par Fr. Boucher» ("Нарисовано Фр. Буше); в нижнем правом углу: «Gravé par Ingram» («Гравировано Инграмом»); по центру внизу: «Le jeu d’échets chinois. A Paris chez Liotard, rue St Thomas du Louvre a côté de l’Hotel de Longueville, chez M.le Fel: avec privilege du Roy» («Партия в китайские шахматы. В Париже у Лиотара, улица Святого Фомы в Лувре со стороны Отеля де Лонгвиль у мадмуазель Фель: с привилегией короля»). Ещё один оттиск именно этого офорта находится в собрании Лувра (Musée du Louvre, Département des Arts graphiques, 18723 LR).
Также в собрании Метрополитен находится другой вариант издания гравюры (отличаются только значительно более короткая надпись по центру — «Le jeu d’échets chinois» и размер — 22 на 14,5 сантиметров). Гравюра находится в собрании Harris Brisbane Dick Fund (наряду с «The Master Gardener», «Chinese Bell Music», «Chinese Curiosities», «The Small Dog Standing on Hind Legs», «The Chinese Gardener» из этой же серии). Инвентарный номер — 53.600.1020 (6). Гравюра приобретена у князя Лейхтейнштейна, вендор — P. & D. Colnaghi & Co.

## Франсуа Буше и Китай
Сцены из жизни народов Востока, особенно Китая, увлекали Франсуа Буше, как и его современников-аристократов и буржуа эпохи рококо. Известно, что он собирал предметы восточного быта. Они впоследствии были выставлены на распродаже его коллекции произведений искусства в 1771 году. Искусствоведы строят предположения, откуда Буше мог заимствовать китайские сюжеты. Это могли быть иллюстрированные книги-путеводители, создававшиеся после научных экспедиций (например, французское издание 1665 года описания путешествия голландской экспедиции на Восток), рисунки миссионеров-иезуитов (например, рисунки иезуита Жана Дени Аттире, побывавшего в Китае), сборники эстампов с изображением костюмов народов восточных стран, театральные постановки на восточные сюжеты.
Буше сам создавал гравюры по чужим рисункам на китайские сюжеты. В 1730—1731 годах Буше исполнил в гравюре двенадцать листов по рисункам Антуана Ватто. Затем, в период с 1738 по 1745 год он работал над двенадцатью «китайскими» офортами к сборнику, изданному Габриэлем Хюкье. В 1754 году он создал декорации к балету композитора Жана-Жоржа Новерра «Китайские праздники», который шёл в Театре де ла Фуар. Самой значительной работой Буше в «китайском стиле» были эскизы для шпалер, созданные для Королевской мануфактуры гобеленов в Бове. Они демонстрировались в Салоне 1742 года, по ним Габриэль Хюкье выпустил серию эстампов на бытовые сцены: праздники, приёмы, танцы в доме китайского императора, сады императорского дворца, сцены рыбной ловли.
Фоновый пейзаж у художника достаточно прост. Дени Дидро так характеризовал подобные пейзажи Буше:

«…все его пейзажи так серы по цвету и так однообразны по тону, что на расстоянии двух шагов полотно его можно принять за кусок газона или за прямоугольные грядки петрушки».— Елена Фёдорова. Франсуа Буше

## Особенности китайских шахмат в соотношении с изображением на гравюре
Доска реальных сянци состоит из 64 квадратов, но посередине они разделены рекой. С двух сторон доски — отмеченный диагоналями императорский дворец, который запрещено покидають генералу и его охране. Ни река, ни дворец на гравюре не изображены. Расчерчена лишь сетка горизонтальных и вертикальных линий. Фигуры реальных сянци располагаются на пересечениях линий (что отражено на гравюре). Однако в сянци они имеют форму одинаковых плоских дисков, а на гравюре приближены к форме европейских шахмат и значительно отличаются друг от друга по высоте. Доска состоит из 9 пунктов пересечения линий по горизонтали и 10 по вертикали. У каждого игрока есть генерал (целью игроков является пленение генерала противника — мат в европейской разновидности шахмат), 2 охранника, 2 слона, 2 колесницы, 2 коня, 2 пушки и 5 солдат. На фигуры нанесены красные или чёрные иероглифы (на гравюре их нет).

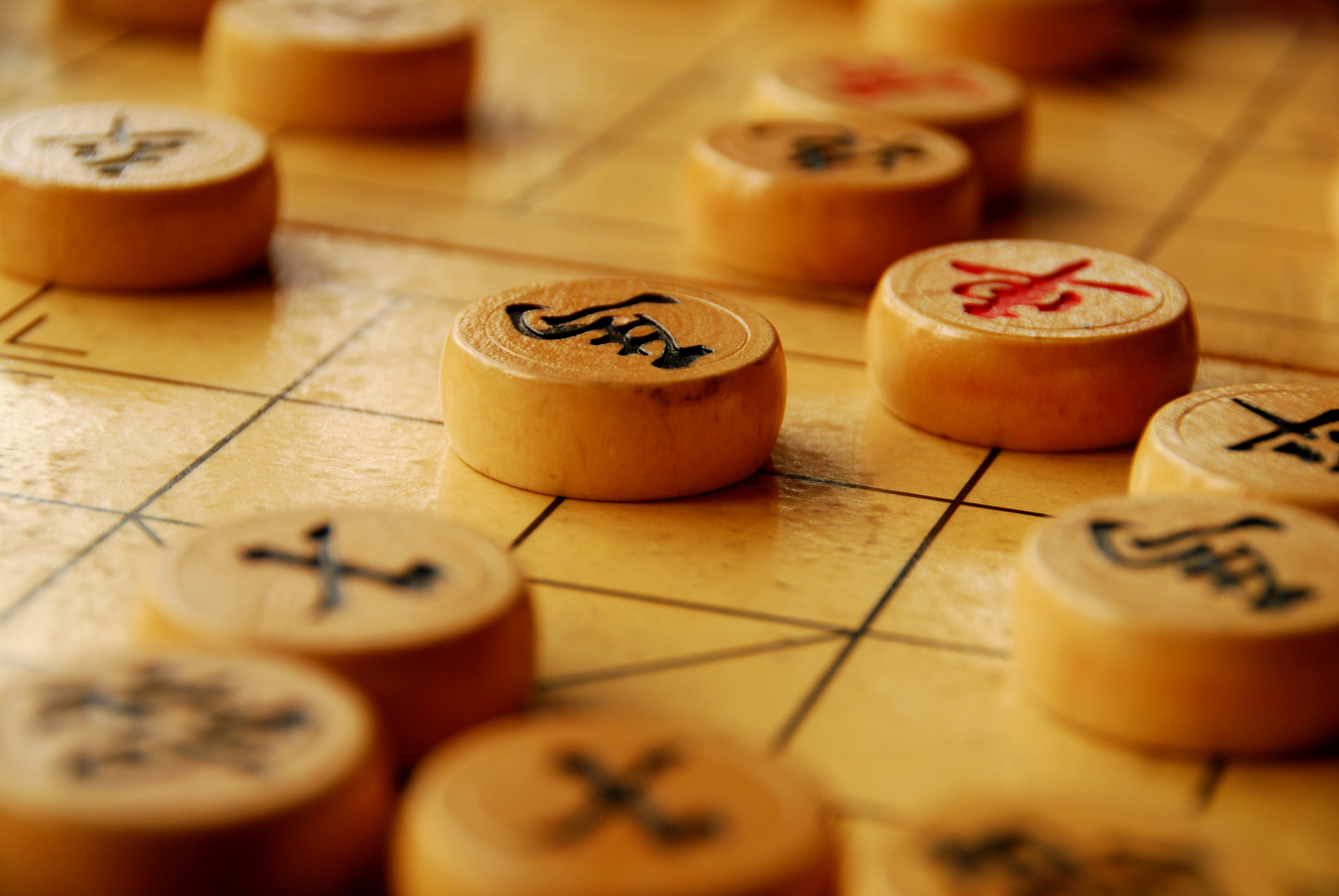
Фигуры из китайского традиционного шахматного комплекта
Доска сянци

## Гравюра в декоративном искусстве
Необычная по своей форме сахарница (отмеченная влиянием мейсенского и китайского фарфора) производства фабрики в Венсене была произведена между 1749 и 1751 годами (она не датирована и впервые упоминается в документах в 1751 году в инвентарном списке M. Orry de Fulvy). На поверхности фарфора неизвестный художник нанёс изображения, основой которых послужили гравюры Инграма по рисункам Буше. Блюдце, очевидно предназначавшееся для этой сахарницы, украшено сценой игры в китайские шахматы (Инграм и Буше, Musée des Arts Décoratifs de Paris, inv. 6286), эти две части комплекта появились в одном наборе и включали, возможно, в свой состав лоток, сахарницу, чашку и это блюдце.